# ファテフ110
ファテフ110、ファーテフ110(波: فاتح-۱۱۰、英: Fateh-110、「征服者」) は、固体推進剤を使った一段式の地対地ミサイルであり、少なくとも 200km の射程を持つ短距離弾道ミサイル。これは固形燃料の推進剤を含め、イラン国内で生産されている。イラン航空産業機構では、固形および液体推進剤を使った多くのタイプを生産可能である。イランは2002年9月にファテフ110の最終飛行テストを成功させた。その何週間後かの9月半ば、航空宇宙産業機構はファテフ110の量産工場を開いた。ミサイルの射程は当初は 200 km だったが、2004年9月には 250 km に伸び、必要ならばさらに伸ばすことも可能だと発表された。

## 歴史
イラン・イラク戦争の後、イランは精密な短射程のミサイルの必要性を認識する。なぜなら、ゼルザールやナーゼアートは誘導システムが無く、非常に命中率が悪かったからだ。かくして、中華人民共和国製のCSS-8短距離弾道ミサイル（後のトンダル69）200本が1989年に調達された。しかし、これは期待したほど射程が長くなく、また図体が大きい割に比較的実弾頭重量が軽く、イランの要求を満たすものではなかった。そこで、誘導システム付きの短距離弾道ミサイルミサイルを設計・生産するようShahid Bagheri Industriesに注文が出された。開発には中国企業の長城工業総公司が協力した。
開発は1995年に始まり、ゼルザール2 (en) が設計のベースに選ばれた。伝えられるところでは、シリアも開発に参加し、M-600 という自国バージョンを作った。北朝鮮もミサイルをいくつか入手している。最初のテストは2002年に行なわれて成功し、ミサイルは生産段階に入った。
2004年、射程を 250 km に伸ばしたバージョンが公開された。これは輸出用に作られたものかもしれない。
シリアは、2004年に公開されたバージョンをベースにして、2008年時点でまだ自国の M-600 の生産を続けようとしているようである。2010年にイスラエルのマスコミが伝えたところでは、シリアは数百本の M-600 ミサイルをヒズボラに提供してきている。
2010年にイランは「ファテフ110 第3世代」と呼ばれる新バージョンをテストした。イラン国防軍需相のアフマド・ヴァヒーディーは、その精密性・射程・反応性・貯蔵性が自国の各所で向上すると述べた。そしてイランのテレビは、テストの光景と今後の影響を報じた。しばらくの後、ミサイルはイスラム革命防衛隊に配備された。ミサイルの射程は 300 km とされた。
2011年にイランは、ハリージェ・ファールスと呼ばれる初の対艦ミサイルを公開した。これは明らかにファテフ110をベースにしており、その最新バージョン同様、射程は 300 km である。

## 設計
ミサイル本体は Zelzal 2 と非常に似ており、いずれも直径 610 mm、長さ 8.86 m である。
安定板は 3 組ある。4 枚が噴射口近くの下端に付き、そのすぐ上に 4 枚の三角形の安定板が付き、さらに先端の円錐部近くに 4 枚の小さな安定板が付いている。それら 3 組の安定板のうち、先端部のものは可動式だとする情報もある。

## 派生版
| 名称                    | 射程   | 実弾頭重量 | 速度       | Notes                                                                            |
| ----------------------- | ------ | ---------- | ---------- | -------------------------------------------------------------------------------- |
| ファテフ110             | 200 km | 650 kg     | マッハ 3.5 | 初期バージョン                                                                   |
| ファテフ110 第2世代     | 250 km | 450 kg     | マッハ 3.7 | 2004年発表                                                                       |
| ファテフ110 第3世代     | 300 km | 650 kg     | マッハ 3   | 2010年発表。精度が改善したと報告された。                                         |
| ファテフ110 第4世代     | 300 km | 650 kg     | マッハ 3   | 非常な高精度を実現するため、新しい誘導システムが追加された。2012年に披露された。 |
| ハリージェ・ファールス  | 300 km | 650 kg     | マッハ 3   | ファテフ110をベースにした、対艦弾道ミサイル。2011年に公表された。                |
| M-600 あるいは Tashreen | 250 km | 450 kg     | マッハ 3.7 | シリア用バージョン                                                               |
| ファーテフ313           | 500 km |            |            | 2015年8月に公開された発展型。                                                    |
| ゾルファガール          | 700 km | 500 kg     |            | 2016年9月に公開された射程延伸型。2017年に実戦投入されている。                    |